# Appleton (Maine)
Appleton város az USA Maine államában, Knox megyében. Lakosainak száma 1411 fő (2020. április 1.).

## Népesség
A település népességének változása:

| 2010 | 1 316 |
| 2020 | 1 411 |